# 아라키 마사히로
아라키 마사히로(일본어: 荒木 雅博, 1977년 9월 13일 ~ )는 일본의 전 프로 야구 선수이며, 야구 지도자이다. 현재 센트럴 리그인 주니치 드래건스의 1군 내야 수비 주루 코치이다.

## 인물

### 1995년 ~ 2004년
1995년 드래프트 회의에서 후쿠도메 고스케(긴테쓰 버펄로스가 지명권 획득), 하라 슌스케(요미우리 자이언츠가 지명권 획득)의 추첨에 실패한 주니치 드래건스로부터 1순위 지명(낙첨 1순위)을 받아 입단했다.
대주자나 수비를 굳히기 위해 기용되는 시기가 계속된 후 2001년 시즌에는 중견수의 포지션을 차지해 규정 타석에는 채우지는 못했지만 3할 대를 넘는 타율을 기록하는 등 세간의 주목받았다. 다음해인 2002년부터는 주전으로서 기용되었지만 타격면에서는 침체되어 타율이 2할대 전반의 성적을 기록하여 시즌을 끝냈다.
이후에는 스위치 히터에 도전하면서 외야와 2루수를 오가는 등 포지션도 안정되지 않았지만 오치아이 히로미쓰 감독이 취임한 이후 2루수로 완전히 변환되었다. 2004년 시즌의 공격면에서는 선두 타자(1번 타자)로 출전해 39개의 도루와 9차례의 1경기 4안타 이상을 기록했다. 수비에서도 이바타 히로카즈와의 ‘키스톤 콤비’(2루수-유격수 콤비)를 이뤄 오치아이 감독으로부터 “이바타와의 키스톤 콤비는 12개 구단에서 최고이며, 2루수가 혼자라면 메이저 리그까지 합해도 최고”라는 높은 평가를 받았고, 본인으로서는 첫 타이틀이 되는 베스트 나인과 골든 글러브상을 동시에 수상하는 활약을 보였다.

### 2005년 ~ 2008년
2005년에는 1번 타자로서 활약하여 개인 최고 성적이 되는 42개의 도루를 달성했고 이듬해 2006년에는 부상의 영향도 있어 출전 경기 수는 줄어들었지만 처음이 되는 3할 대의 타율을 기록했다. 그러나 2007년과 2008년에는 성적이 침체되면서 출루율도 3할대에 닿지 않는 등 타격 부진이 계속되었다. 2008년 6월 21일의 경기에서 역대 250번째가 되는 개인 통산 1000안타(1075경기째)를 달성했고 이전처럼 매년 골든 글러브상을 수상하는 일이 계속되고 있어 수비면에서는 변함없이 안정되어 있었다.

### 2009년
그 해 시즌부터 이바타의 2루수로 변환함에 따라 아라키는 유격수를 맡을 예정이었으나 이바타의 포지션 변환이 눈에 생긴 질병 때문에 늦은 것 이외에도 아라키 자신도 개막 직전에 다리를 다친 것으로 드러나 연기되었다. 시즌 초반에는 1번 타자로 출전했지만 타격 컨디션이 오르지 않아 바로 2번 타순으로 바뀌었다. 하지만 2번으로 기용되고 난 이후에는 서서히 회복하면서 특유의 끈질긴 타격이 돌아왔다. 타율 2할 7푼에 득점권 타율 3할 4푼 3리를 기록해 결정적인 상황에서 승부에 강함을 과시했다. 후쿠치 가즈키(도쿄 야쿠르트 스왈로스)와의 도루왕 타이틀 놓고 경쟁하고 있었는데 왼쪽 손목을 다쳐 경기에 결장했던 것 때문에 타이틀 획득에는 실패했다.

### 2010년
다시 이바타와 함께 포지션 변환에 도전했으나 시즌 개막을 앞두고 왼쪽 앞다리에 부상을 당하면서 1999년 이후 11년 만에 개막 1군 선발 명단에서 제외되었다. 그 후 4월 5일에는 1군에 복귀하면서 유격수로 포지션 변환에 성공했고 시즌 복귀 후 모든 경기에서 1번 타자로 선발 출전했다. 타격에서는 컨디션을 끌어 올리면서 타율 2할 9푼 4리로 시즌을 마쳤다. 그러나 수비에서는 20차례의 실책을 기록하고 도루 개수도 20개에 그치는 등 7년 연속 골든 글러브상 수상과 30도루 달성에는 실패했다.

### 2011년
시즌 중반에 결장하는 경기가 있었지만 시즌을 통해 1번 타자로서 활약, 타율 2할 6푼 3리는 팀내의 규정 타석을 채운 선수 중에서는 최고 성적이었다. 300도루를 달성했지만 전체 도루 개수는 18개를 기록하면서 전년도보다 성적이 떨어졌다.

### 2012년
그 해에는 원래의 수비 위치였던 2루수로 다시 변경되었고 이것에 의해 이바타도 유격수로 돌아왔다. 7월 10일 한신전에서는 왼쪽 허벅지 뒷부분을 다쳐 경기 도중 교체돼 정밀검사 결과 근육이 끊어진 것으로 판명되어 등록이 말소되었다. 올스타전에는 감독 추천으로 출전했다.

### 2013년
2013년 시즌 내내 소득 없이 끝나고 주전에서 제외되는 경기에서도 활발히 주전 이후 최저 성적으로 끝났다. 또한 1995년 데뷔 이후 12년 만에 규정 타석에 도달하지 않았다.

### 2014년
2014년 인터리그에서 사구에 의한 골절로 약 한달 반 정도 전선 이탈이 있었지만 주로 2번 타자로 나서 2년 만에 규정 타석에 도달했다. 특히 9월 16일에는 사상 17번째 구단에서는 다카기 모리미치에 이어 사상 두번째로 통산 350도루를 달성했다.

### 2015년
2015년 후쿠오카 소프트뱅크 호크스에서 이적한 카메자와 쿄오헤이와 병행 사용되는 형태가 되어, 출전 기회가 감소.15년 만에 100경기 출장과 두 자릿수 도루에 도달하지 않았다.

### 2016년
2016년 8월 6일 요코하마 DeNA 베이스타스전 (요코하마 스타디움)에서 도루를 성공하고, 타카기 모리미치가 기록하던 369도루를 제치고 구단 신기록 370도루를 달성했다.

### 2017년
2017년 6월 3일 도호쿠 라쿠텐 골든이글스전 (나고야 돔)에서 사상 48번째 2000안타를 달성했다. 그 때 입단 당시 감독이었던 호시노 센이치 라쿠텐 구단 부회장과, 1학년 때 함께 선수 회장의 경험이 있는 모리노 마사히코로부터 꽃다발을 받았다.주니치 토박이 선수는 타카기 모리미치, 야자와 겐이치, 다쓰나미 가즈요시에 이어 사상 4번째이다. 또한 22년 만에 달성은 나카무라 노리히로, 25년 만에 달성한 다니시게 모토노부에 이어서 통산 33홈런은 2000안타 달성자에서 최소이다. 또 주니치의 선수가 이적한 선수를 포함해도 처음 홈 경기에서 2000안타를 달성한 셈이다.

### 2018년
선수생활 마지막 해였던 2018년부터는 1군 내야 수비 주루 코치 겸임했으나, 센트럴 리그의 동의상 대기할 수 있는 코치 인원에 한계가 있어 페넌트 개시 전인 3월 17일에 코치직을 풀렸다.등록상의 직책은 해제되었지만, 팀내에서의 역할은 변하지 않고, 코치료를 포함한 연봉도 재검토 되지 않았다. 9월 27일 시즌을 끝으로 은퇴할 언론에서 보도되었고 10월 6일 은퇴 회견에서 공식 은퇴를 표명했다.10월 13일 한신 타이거스 전에서 마찬가지로 시즌을 끝으로 은퇴하는 이와세 히토키와 함께 은퇴 경기가 열리면서"1번, 2루수"의 주전으로 그라운드를 누볐다. 8회 4타석에서 이날 2번째, 현역 마지막 안타가 되었다. 오른쪽 안타를 노미 아쓰시에서 때리면 연장에 돌입하고 맞은 현역 마지막 타석에서 라파엘 도리스의 전에 3루 땅볼로 쓰러지고 현역 생활을 마쳤다. 명예 구마모토현민으로 표창되었다.

### 은퇴 이후

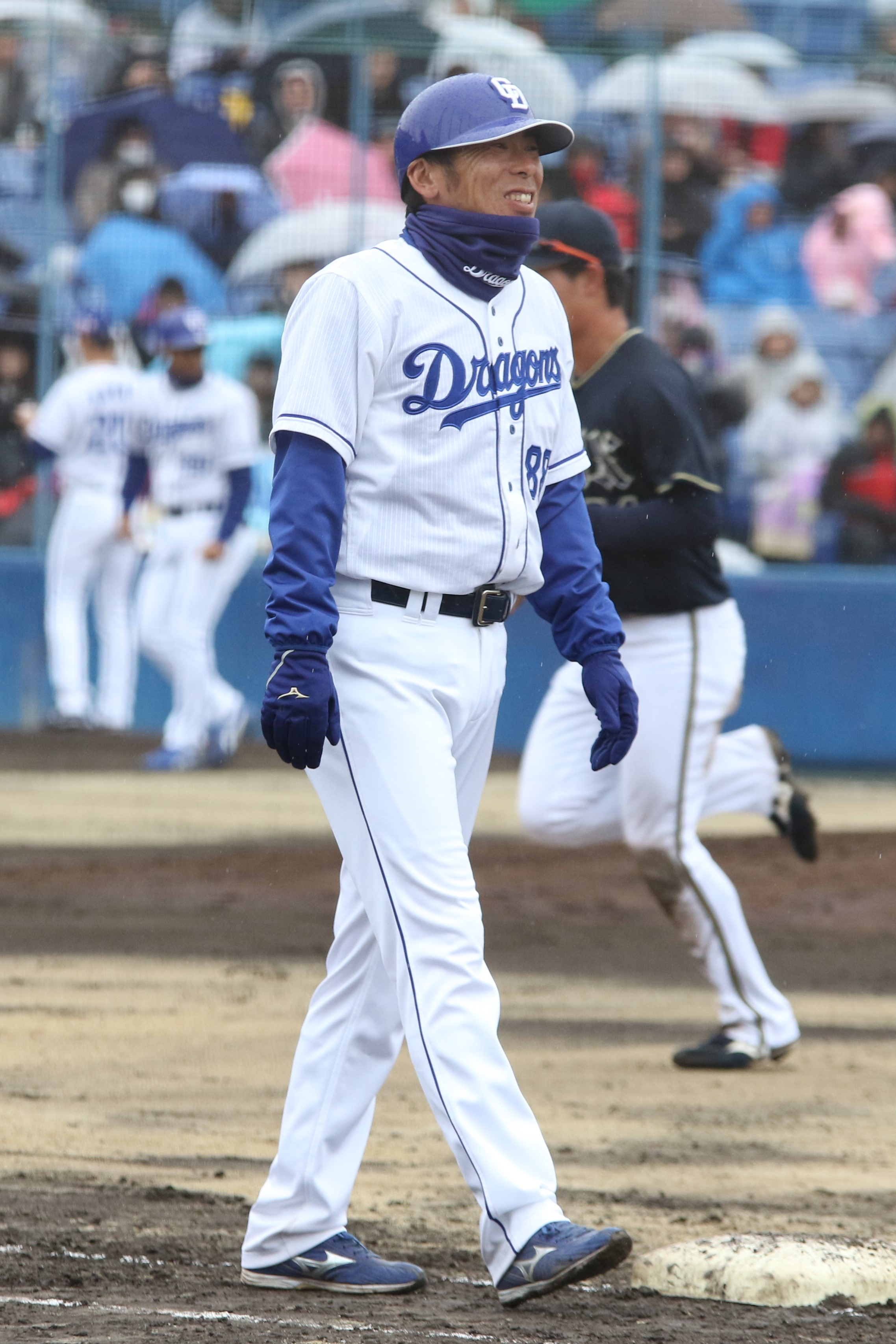
2군 내야 수비 주루코치 시절
（2019년 3월 17일. 나고야 구장에서)

2018년 10월 29일 주니치 드래건스의 2군 내야 수비 주루 코치로 취임했다. 2019년 3월 하루, 2일 후에 열리는 은퇴 경기에 출전하기 때문에 주니치와 육성 계약을 맺었다. 등록 상의 등번호는 207번 .3일 지바 롯데 마린스와의 시범 경기에 "2번·지명 타자"로 선발 출전하면 1회 말의 제1타석에서 아리요시 유키 앞에 3루 땅볼로 젖혀지며 벤치 앞에서 선수와 지도자들과 악수를 나누고 그대로 교체했다. 2루 수비에 오른 플랜도 있었지만"중요한 시기에 방해하고 싶지 않다는 마음이 있었다"때문에 현역 시절 1번도 경험하지 못한 지명 타자로 출전했다. 등번호는 코치로서의 통상적인 88과 계약상의 207이 아니라 현역 시절 2번을 착용했다.주니치는 이 나이부터 유니폼의 디자인을 장만하고 있어 이 디자인에서 2번 착용은 이 때뿐이다.은퇴 경기를 마쳤기 때문 3월 4일 자유 계약 공시됐다.
2019년 7월 14일에 복통을 호소하는 후쿠오카 현 내의 병원에 입원.맹장장 천공 통증으로 진단 받아 이달 19일 긴급 수술을 받았다. 2019년 지도자 첫해 2군에서 1년 활동하다가 2020년부터는 1군 내야 수비 주루 코치로 활동하고 있다.

## 상세 정보

### 출신 학교
- 구마모토 현립 구마모토 공업고등학교

### 선수 경력
프로팀 경력
- 주니치 드래건스(1996년 ~ 2018년)

지도자 경력
- 주니치 드래건스 플레잉 코치(2018년)
- 주니치 드래건스 2군 내야 수비 주루 코치(2019년)
- 주니치 드래건스 1군 내야 수비 주루 코치(2020년 ~ )

국가 대표 경력
- 베이징 올림픽 일본 국가대표팀(2008년)

### 기타 경력
- 주니치 드래건스 선수회장(2008년 ~ 2018년)
- 일본 프로 야구 선수회 부회장(2009년 ~ 2018년)

### 수상·타이틀 경력

#### 타이틀
- 도루왕: 1회(2007년)

#### 수상
- 베스트 나인: 3회(2004년 ~ 2006년)
- 골든 글러브상: 6회(2004년 ~ 2009년)
- JA 전농 Go·Go상: 2회(호수비상: 1998년 6월, 호주루상: 2005년 4월)
- 스피드업상: 1회(2005년)
- 올스타전 MVP: 1회(2008년 제2차전)
- 일본 시리즈 우수 선수상: 1회(2007년)

### 개인 기록

#### 첫 기록
- 첫 출장: 1997년 5월 31일, 대 야쿠르트 스왈로스 9차전(지바 마린 스타디움), 7회말에 유격수로서 출장
- 첫 선발 출장: 1997년 6월 1일, 대 야쿠르트 스왈로스 10차전(지바 마린 스타디움), 8번·유격수로서 선발 출장
- 첫 안타: 1997년 6월 11일, 대 히로시마 도요 카프 10차전(히로시마 시민 구장), 5회초에 다카하시 겐으로부터 우전 안타
- 첫 도루: 1997년 7월 11일, 대 한신 타이거스 14차전(나고야 돔), 7회말에 2루 안착(투수: 기다 마사오, 포수: 야나기사와 유이치)
- 첫 타점: 1997년 8월 8일, 대 요미우리 자이언츠 19차전(도쿄 돔), 9회초에 기다 마사오로부터 우전 적시타
- 첫 희생타: 1997년 8월 9일, 대 요미우리 자이언츠 20차전(도쿄 돔), 1회초에 오카지마 히데키로부터
- 첫 홈런: 2001년 6월 5일, 대 요미우리 자이언츠 10차전(도쿄 돔), 3회초에 대럴 메이로부터 좌월 선제 2점 홈런

#### 기록 달성 경력
- 통산 1000경기 출장: 2007년 9월 24일, 대 요미우리 자이언츠 22차전(도쿄 돔), 2번·2루수로서 선발 출장 ※역대 423번째
- 통산 200도루: 2007년 9월 26일, 대 요미우리 자이언츠 24차전(도쿄 돔), 2회초에 2루 안착(투수: 다카하시 히사노리, 포수: 아베 신노스케) ※역대 66번째
- 통산 1000안타: 2008년 6월 21일, 대 지바 롯데 마린스 3차전(나고야 돔), 6회말에 브라이언 시코스키로부터 우중간 3루타 ※역대 250번째
- 통산 250도루: 2009년 7월 1일, 대 한신 타이거스 7차전(나고야 돔), 6회말에 2루 안착(투수: 후쿠하라 시노부, 포수: 시미즈 다카시) ※역대 40번째
- 통산 300도루: 2011년 6월 28일, 대 요코하마 베이스타스 7차전(요코하마 스타디움), 1회초에 2루 안착(투수: 루이스 곤살레스, 포수: 다케야마 신고) ※역대 27번째
- 통산 1500경기 출장: 2011년 8월 18일, 대 요미우리 자이언츠 12차전(나고야 돔), 1번·2루수로서 선발 출장 ※역대 171번째
- 통산 1500안타: 2011년 9월 11일, 대 요코하마 베이스타스 22차전(나고야 돔), 8회말에 후지에 히토시로부터 좌전 안타 ※역대 111번째
- 통산 200희생타: 2012년 9월 4일, 대 히로시마 도요 카프 18차전(나고야 돔), 1회말에 노무라 유스케로부터 1루 앞 희생타 ※역대 34번째
- 통산 2000안타: 2017년 6월 3일, 대 도호쿠 라쿠텐 골든이글스 2차전(나고야 돔), 4회말에 미마 마나부로부터 우전 안타 ※역대 48번째

#### 기타
- 올스타전 출장: 5회(2005년, 2008년, 2009년, 2011년, 2012년)

### 등번호
- 2(1996년 ~ 2018년)
- 88(2019년 ~ )

### 연도별 타격 성적
| 연 도     | 소 속     | 경 기 | 타 석 | 타 수 | 득 점 | 안 타 | 2 루 타 | 3 루 타 | 홈 런 | 루 타 | 타 점 | 도 루 | 도 루 자 | 희 생 번 | 희 생 플 | 볼 넷 | 고 4 | 사 구 | 삼 진 | 병 살 타 | 타 율 | 출 루 율 | 장 타 율 | O P S |
| --------- | --------- | ----- | ----- | ----- | ----- | ----- | ------- | ------- | ----- | ----- | ----- | ----- | -------- | -------- | -------- | ----- | ---- | ----- | ----- | -------- | ----- | -------- | -------- | ----- |
| 1997년    | 주니치    | 63    | 74    | 67    | 9     | 12    | 2       | 0       | 0     | 14    | 2     | 12    | 4        | 5        | 0        | 1     | 1    | 1     | 16    | 1        | .179  | .203     | .209     | .412  |
| 1998년    | 주니치    | 7     | 1     | 1     | 2     | 0     | 0       | 0       | 0     | 0     | 0     | 0     | 1        | 0        | 0        | 0     | 0    | 0     | 0     | 0        | .000  | .000     | .000     | .000  |
| 1999년    | 주니치    | 16    | 4     | 4     | 4     | 1     | 0       | 0       | 0     | 1     | 0     | 1     | 3        | 0        | 0        | 0     | 0    | 0     | 1     | 0        | .250  | .250     | .250     | .500  |
| 2000년    | 주니치    | 40    | 12    | 10    | 11    | 2     | 0       | 0       | 0     | 2     | 3     | 3     | 0        | 0        | 2        | 0     | 0    | 0     | 4     | 0        | .200  | .167     | .200     | .367  |
| 2001년    | 주니치    | 111   | 304   | 272   | 53    | 92    | 12      | 1       | 4     | 118   | 23    | 13    | 9        | 10       | 1        | 20    | 0    | 1     | 48    | 3        | .338  | .384     | .434     | .818  |
| 2002년    | 주니치    | 131   | 445   | 406   | 43    | 105   | 7       | 1       | 2     | 120   | 18    | 16    | 4        | 25       | 2        | 9     | 0    | 3     | 59    | 8        | .259  | .279     | .296     | .574  |
| 2003년    | 주니치    | 133   | 472   | 417   | 42    | 99    | 13      | 5       | 3     | 131   | 41    | 16    | 8        | 24       | 3        | 25    | 6    | 3     | 68    | 6        | .237  | .283     | .314     | .598  |
| 2004년    | 주니치    | 138   | 640   | 602   | 93    | 176   | 23      | 1       | 3     | 210   | 44    | 39    | 9        | 7        | 3        | 26    | 0    | 2     | 87    | 7        | .292  | .322     | .349     | .671  |
| 2005년    | 주니치    | 145   | 674   | 623   | 88    | 181   | 22      | 3       | 2     | 215   | 41    | 42    | 11       | 6        | 4        | 36    | 0    | 5     | 74    | 13       | .291  | .332     | .345     | .677  |
| 2006년    | 주니치    | 112   | 506   | 464   | 69    | 139   | 19      | 1       | 2     | 166   | 31    | 30    | 7        | 15       | 0        | 26    | 1    | 1     | 49    | 8        | .300  | .338     | .358     | .696  |
| 2007년    | 주니치    | 113   | 510   | 457   | 66    | 120   | 15      | 0       | 1     | 138   | 25    | 31    | 6        | 30       | 1        | 22    | 0    | 0     | 55    | 8        | .263  | .296     | .302     | .598  |
| 2008년    | 주니치    | 130   | 591   | 538   | 64    | 131   | 15      | 2       | 4     | 162   | 28    | 32    | 7        | 15       | 1        | 35    | 0    | 2     | 81    | 8        | .243  | .292     | .301     | .593  |
| 2009년    | 주니치    | 140   | 631   | 582   | 80    | 157   | 21      | 1       | 2     | 186   | 38    | 37    | 14       | 19       | 1        | 25    | 0    | 4     | 70    | 14       | .270  | .304     | .320     | .624  |
| 2010년    | 주니치    | 136   | 625   | 579   | 65    | 170   | 29      | 5       | 3     | 218   | 39    | 20    | 8        | 5        | 1        | 38    | 1    | 2     | 73    | 8        | .294  | .339     | .377     | .716  |
| 2011년    | 주니치    | 135   | 593   | 543   | 58    | 143   | 20      | 2       | 2     | 173   | 24    | 18    | 9        | 10       | 1        | 36    | 0    | 3     | 73    | 4        | .263  | .312     | .319     | .631  |
| 2012년    | 주니치    | 129   | 569   | 510   | 50    | 128   | 21      | 1       | 3     | 160   | 31    | 12    | 4        | 36       | 2        | 19    | 0    | 2     | 65    | 4        | .251  | .280     | .314     | .593  |
| 2013년    | 주니치    | 105   | 384   | 338   | 35    | 75    | 9       | 0       | 0     | 84    | 19    | 12    | 6        | 18       | 2        | 25    | 1    | 1     | 33    | 10       | .222  | .276     | .249     | .524  |
| 2014년    | 주니치    | 109   | 471   | 395   | 46    | 106   | 17      | 2       | 1     | 130   | 21    | 17    | 1        | 33       | 1        | 39    | 1    | 3     | 63    | 7        | .268  | .338     | .329     | .667  |
| 2015년    | 주니치    | 97    | 238   | 211   | 23    | 53    | 10      | 0       | 0     | 63    | 13    | 9     | 1        | 6        | 1        | 20    | 0    | 0     | 31    | 1        | .251  | .315     | .299     | .613  |
| 2016년    | 93        | 321   | 289   | 25    | 71    | 8     | 1       | 1       | 84    | 16    | 13    | 0     | 14       | 0        | 15       | 0     | 3    | 39    | 9     | .246     | .290  | .291     | .581     |       |
| 2017년    | 85        | 267   | 249   | 17    | 62    | 6     | 1       | 0       | 70    | 8     | 5     | 0     | 5        | 0        | 13       | 0     | 0    | 41    | 8     | .249     | .286  | .281     | .567     |       |
| 2018년    | 52        | 84    | 82    | 11    | 22    | 6     | 0       | 1       | 31    | 3     | 0     | 2     | 1        | 0        | 1        | 0     | 0    | 13    | 2     | .268     | .277  | .378     | .655     |       |
| NPB：22년 | NPB：22년 | 2220  | 8416  | 7639  | 954   | 2045  | 275     | 27      | 34    | 2476  | 468   | 378   | 114      | 284      | 26       | 431   | 11   | 36    | 1043  | 129      | .268  | .309     | .324     | .633  |

- 2018년 기준, 굵은 글씨는 시즌 최고 성적.
- 1996년은 1군 출장 없음.

### 연도별 수비 성적
| 연도 | 1루   | 1루   | 1루   | 1루   | 1루   | 1루      | 2루   | 2루   | 2루   | 2루   | 2루   | 2루      | 3루   | 3루   | 3루   | 3루   | 3루   | 3루      | 유격  | 유격  | 유격  | 유격  | 유격  | 유격     | 외야  | 외야  | 외야  | 외야  | 외야  | 외야     |
| 연도 | 경 기 | 척 살 | 보 살 | 실 책 | 병 살 | 수 비 율 | 경 기 | 척 살 | 보 살 | 실 책 | 병 살 | 수 비 율 | 경 기 | 척 살 | 보 살 | 실 책 | 병 살 | 수 비 율 | 경 기 | 척 살 | 보 살 | 실 책 | 병 살 | 수 비 율 | 경 기 | 척 살 | 보 살 | 실 책 | 병 살 | 수 비 율 |
| ---- | ----- | ----- | ----- | ----- | ----- | -------- | ----- | ----- | ----- | ----- | ----- | -------- | ----- | ----- | ----- | ----- | ----- | -------- | ----- | ----- | ----- | ----- | ----- | -------- | ----- | ----- | ----- | ----- | ----- | -------- |
| 1997 | 1     | 0     | 0     | 0     | 0     | ----     | 2     | 0     | 1     | 0     | 0     | 1.000    | -     | -     | -     | -     | -     | -        | 16    | 12    | 16    | 1     | 2     | .966     | 44    | 37    | 0     | 0     | 0     | 1.000    |
| 1998 | -     | -     | -     | -     | -     | -        | -     | -     | -     | -     | -     | -        | 1     | 0     | 1     | 0     | 0     | 1.000    | -     | -     | -     | -     | -     | -        | 5     | 3     | 0     | 0     | 0     | 1.000    |
| 1999 | -     | -     | -     | -     | -     | -        | 1     | 1     | 0     | 0     | 0     | 1.000    | -     | -     | -     | -     | -     | -        | -     | -     | -     | -     | -     | -        | 12    | 5     | 0     | 0     | 0     | 1.000    |
| 2000 | -     | -     | -     | -     | -     | -        | -     | -     | -     | -     | -     | -        | -     | -     | -     | -     | -     | -        | -     | -     | -     | -     | -     | -        | 34    | 12    | 1     | 0     | 0     | 1.000    |
| 2001 | 1     | 2     | 0     | 0     | 0     | 1.000    | 50    | 104   | 120   | 5     | 14    | .978     | -     | -     | -     | -     | -     | -        | 1     | 0     | 0     | 0     | 0     | ----     | 59    | 71    | 1     | 2     | 0     | .973     |
| 2002 | -     | -     | -     | -     | -     | -        | 114   | 201   | 268   | 7     | 38    | .985     | -     | -     | -     | -     | -     | -        | 1     | 0     | 1     | 0     | 0     | 1.000    | 28    | 36    | 0     | 0     | 0     | 1.000    |
| 2003 | -     | -     | -     | -     | -     | -        | 129   | 255   | 341   | 6     | 54    | .990     | -     | -     | -     | -     | -     | -        | 9     | 7     | 13    | 0     | 1     | 1.000    | -     | -     | -     | -     | -     | -        |
| 2004 | -     | -     | -     | -     | -     | -        | 138   | 320   | 402   | 6     | 91    | .992     | -     | -     | -     | -     | -     | -        | -     | -     | -     | -     | -     | -        | -     | -     | -     | -     | -     | -        |
| 2005 | -     | -     | -     | -     | -     | -        | 145   | 410   | 496   | 7     | 114   | .992     | -     | -     | -     | -     | -     | -        | -     | -     | -     | -     | -     | -        | -     | -     | -     | -     | -     | -        |
| 2006 | -     | -     | -     | -     | -     | -        | 103   | 256   | 293   | 12    | 47    | .979     | -     | -     | -     | -     | -     | -        | -     | -     | -     | -     | -     | -        | 8     | 11    | 0     | 0     | 0     | 1.000    |
| 2007 | -     | -     | -     | -     | -     | -        | 113   | 284   | 345   | 9     | 69    | .986     | -     | -     | -     | -     | -     | -        | -     | -     | -     | -     | -     | -        | -     | -     | -     | -     | -     | -        |
| 2008 | -     | -     | -     | -     | -     | -        | 130   | 329   | 415   | 11    | 74    | .985     | -     | -     | -     | -     | -     | -        | 1     | 2     | 0     | 0     | 0     | 1.000    | -     | -     | -     | -     | -     | -        |
| 2009 | -     | -     | -     | -     | -     | -        | 140   | 358   | 450   | 11    | 80    | .987     | -     | -     | -     | -     | -     | -        | -     | -     | -     | -     | -     | -        | -     | -     | -     | -     | -     | -        |
| 2010 | -     | -     | -     | -     | -     | -        | 3     | 5     | 12    | 0     | 1     | 1.000    | -     | -     | -     | -     | -     | -        | 134   | 226   | 383   | 20    | 69    | .968     | -     | -     | -     | -     | -     | -        |
| 2011 | -     | -     | -     | -     | -     | -        | 26    | 33    | 30    | 0     | 8     | 1.000    | -     | -     | -     | -     | -     | -        | 127   | 200   | 387   | 17    | 67    | .972     | -     | -     | -     | -     | -     | -        |
| 2012 | -     | -     | -     | -     | -     | -        | 129   | 389   | 401   | 15    | 85    | .981     | -     | -     | -     | -     | -     | -        | -     | -     | -     | -     | -     | -        | -     | -     | -     | -     | -     | -        |
| 2013 | -     | -     | -     | -     | -     | -        | 99    | 242   | 274   | 7     | 57    | .987     | -     | -     | -     | -     | -     | -        | -     | -     | -     | -     | -     | -        | 2     | 2     | 1     | 0     | 0     | 1.000    |
| 2014 | -     | -     | -     | -     | -     | -        | 108   | 279   | 284   | 6     | 77    | .989     | -     | -     | -     | -     | -     | -        | -     | -     | -     | -     | -     | -        | -     | -     | -     | -     | -     | -        |
| 2015 | -     | -     | -     | -     | -     | -        | 76    | 141   | 142   | 4     | 27    | .986     | -     | -     | -     | -     | -     | -        | -     | -     | -     | -     | -     | -        | 2     | 0     | 0     | 0     | 0     | .000     |
| 2016 | -     | -     | -     | -     | -     | -        | 83    | 185   | 200   | 3     | 43    | .992     | -     | -     | -     | -     | -     | -        | -     | -     | -     | -     | -     | -        | -     | -     | -     | -     | -     | -        |
| 2017 | -     | -     | -     | -     | -     | -        | 71    | 147   | 178   | 2     | 41    | .994     | -     | -     | -     | -     | -     | -        | -     | -     | -     | -     | -     | -        | -     | -     | -     | -     | -     | -        |
| 2018 | -     | -     | -     | -     | -     | -        | 27    | 31    | 47    | 0     | 6     | 1.000    | -     | -     | -     | -     | -     | -        | -     | -     | -     | -     | -     | -        | -     | -     | -     | -     | -     | -        |
| 통산 | 2     | 2     | 0     | 0     | 0     | 1.000    | 1687  | 3970  | 4699  | 111   | 926   | .987     | 1     | 0     | 1     | 0     | 0     | 1.000    | 289   | 447   | 800   | 38    | 139   | .987     | 192   | 177   | 3     | 2     | 0     | .989     |

- 2018년 기준 굵은 글씨는 리그 최고
- 굵은해는 미쓰이 골든 글러브상 수상